# Batalha do Monte Escorobas
A Batalha do Monte Escorobas ou Batalha de Protofáquio foi travada no final de 89 a.C. ou no início do ano seguinte entre as tropas da República Romana, comandadas pelo legado Mânio Aquílio, e as do Reino do Ponto, lideradas pelo general Arquelau, no contexto da Primeira Guerra Mitridática. O combate se deu perto da fortaleza de Protofáquio (em latim: Protophacium), no Monte Escorobas às margens do rio Sangário, na Paflagônia, e terminou em vitória decisiva para os pônticos.

## Eventos posteriores
Depois da batalha, Aquílio fugiu e tentou voltar para a Itália. Ele foi capturado em Lesbos e entregue a Mitrídates. Para humilhá-lo, Mitrídates montou-o num jumento e o fez desfilar pelas ruas de Pérgamo, a capital da antiga província da Ásia. Depois ele foi levado até o Teatro de Dionísio, numa das laterais da acrópole da cidade, para ser executado. Uma grande fogueira foi armada no centro do teatro e Aquílio foi arrastado por um cavaleiro à volta dela por várias vezes enquanto moedas de ouro eram derretidas em cadinhos. Finalmente, Aquílio foi amarrado e o ouro derretido foi derramado em sua garganta, provocando uma morte terrível.